# 子宫乳头状浆液性癌
子宫浆液性癌（英語：Uterine serous carcinoma, USC），也称子宫乳头状浆液性癌（uterine papillary serous carcinoma, UPSC），子宫浆液性腺癌（uterine serous adenocarcinoma），是指一类非典型的子宫内膜癌类型，通常发生于绝经后妇女。通过内膜活检可以准确诊断这种疾病，它还会伴有绝经后出血症状。
不像更常见的子宫内膜样腺癌，子宫浆液性癌并非产生于子宫内膜增生，并且不对激素敏感。它产生于子宫内膜萎缩，被视为II型子宫内膜癌。

## 诊断

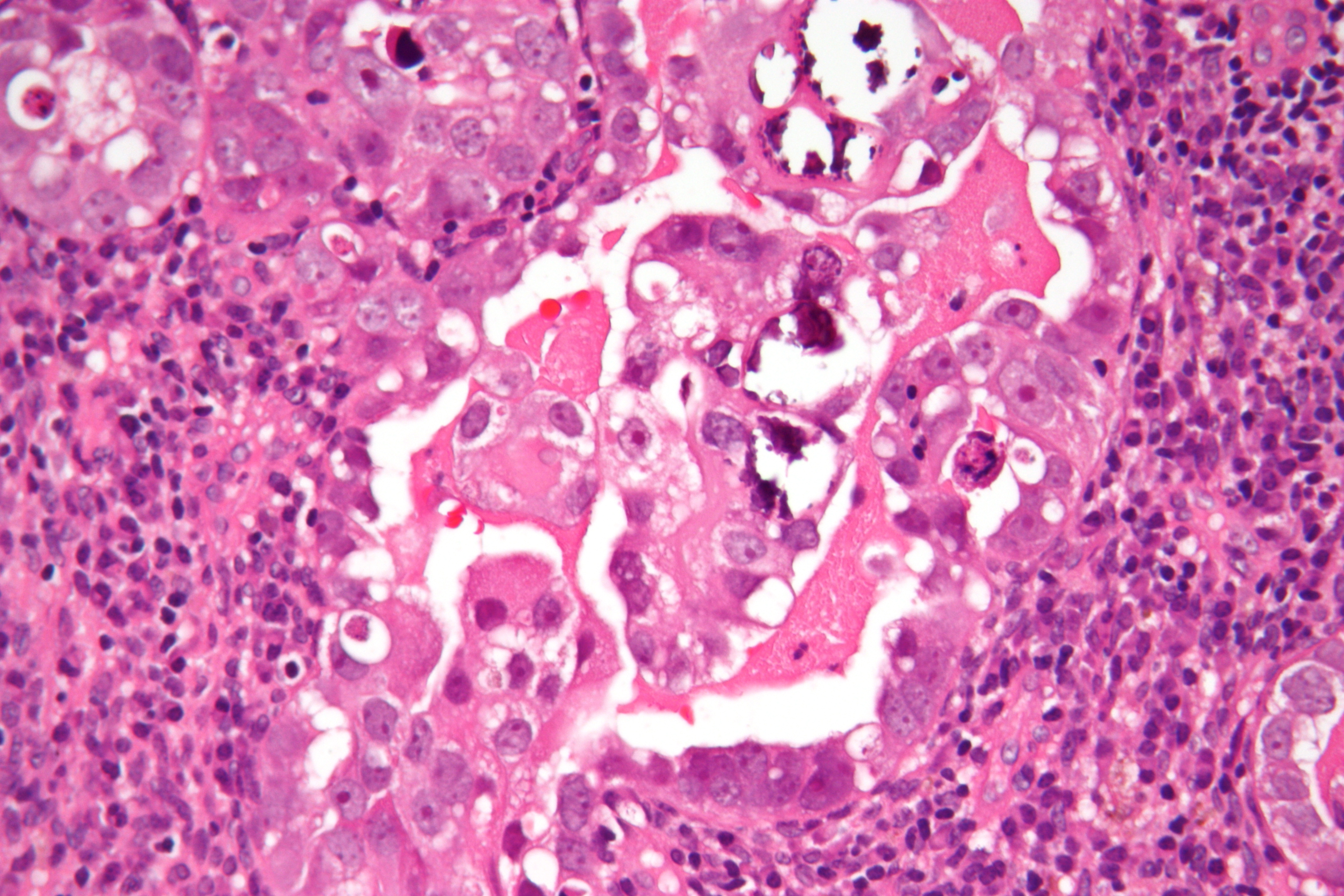
显微镜下的子宫乳头状浆液性肿瘤显示出砂粒体和纤毛

病人体内病变通常展现为非正常的阴道失血，通过扩张宫颈和刮宫术，医师能够对病情进行进一步的分析和诊断。此外超声波和核磁共振成像也可以作为癌症变化的诊断方式。一项研究显示，在138名67岁的患者数据中，54位保持第一期，20位为第二期，41位为第三期，恶化到第四期的为23位。
从组织学意义上，子宫乳头状浆液性癌有以下特征：乳头状结构并伴有维管组织核心；核异型标识（不规则的细胞核膜、细胞核体积增大）；砂粒体和纤毛。

## 预后
乳头状浆液性癌的预后取决于患者年龄、疾病阶段、组织学以及治疗手段等。

### 疾病阶段

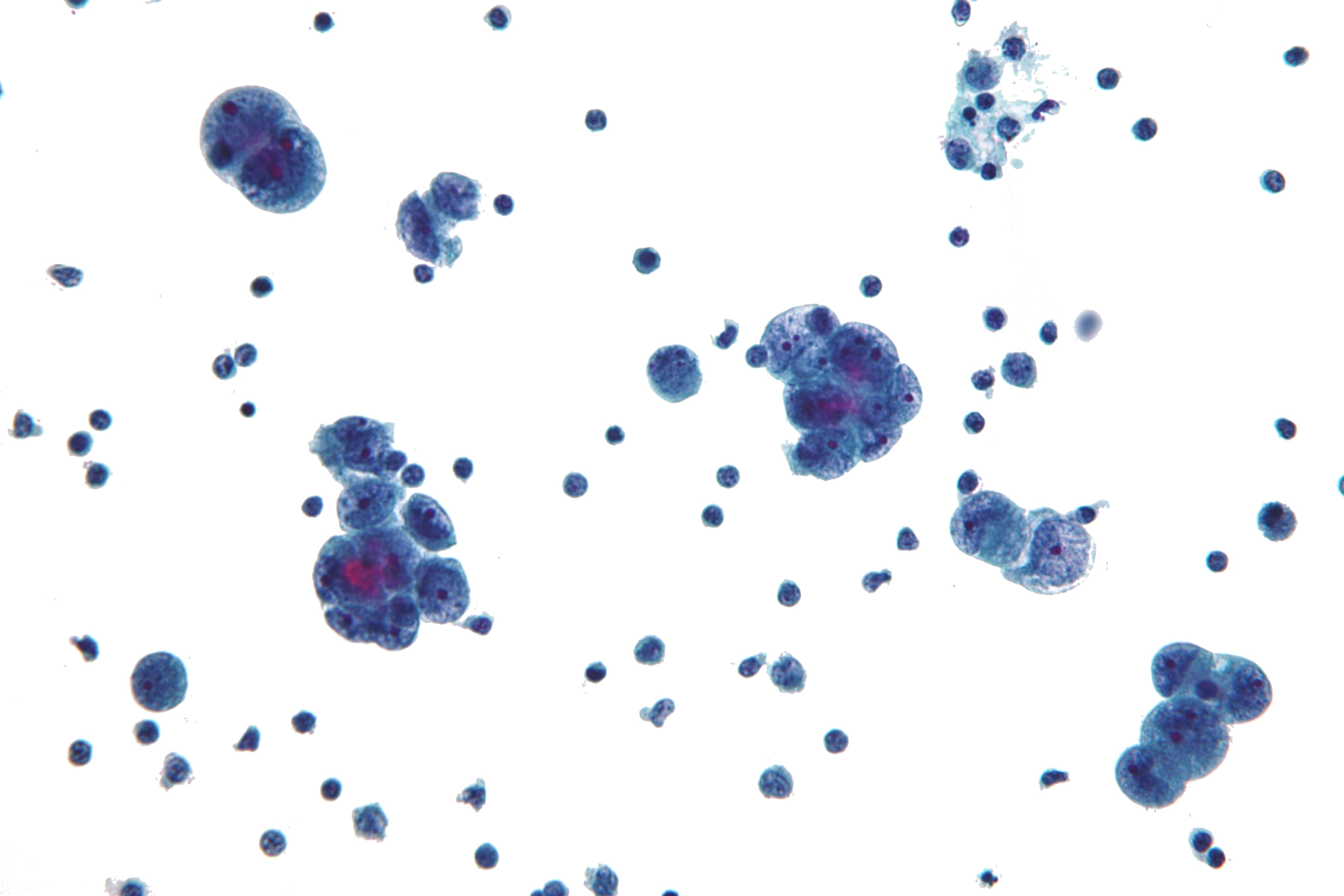
显微镜下显示恶性腹膜细胞病理学，表示疾病已经到达IIIA期

根据国际妇产科联盟肿瘤阶段系统，和其他子宫内膜癌的情况类似，子宫乳头状浆液性癌分为以下几种阶段：
- IA阶段：肿瘤仅限于子宫内膜中
- IB阶段：肿瘤入侵不到一半的子宫肌层
- IC阶段：肿瘤入侵超过一半的子宫肌层
- IIA阶段：肿瘤入侵至子宫颈腺体组织
- IIB阶段：肿瘤入侵至子宫颈实质组织
- IIIA阶段：肿瘤入侵至绒毛膜或附件，或者形成恶性腹膜组织
- IIIB阶段：肿瘤入侵至阴道
- IIIC阶段：肿瘤入侵盆腔或腹主动脉旁
- IVA阶段： 肿瘤入侵膀胱或肠道
- IVB阶段： 远端入侵，包括腹部或腹股沟淋巴结

### 存活率
一些文献显示在I–II期的存活率在35-50%，在III期以上的存活率只有不到15%；但最近研究报道，138名患者中有42%在五年内彻底痊愈。在2009年，《妇科肿瘤学期刊》发表分析，根据癌症分级的五年存活率分别是：
- I期：50% - 80%
- II期：50%
- III期：20%
- IV期：5% - 10%[5]

## 治疗
对子宫乳头状浆液性癌最常的治疗方式为手术。根据癌症分级，手术的方式包含有腹腔冲洗细胞学检查、全子宫切除术、输卵管卵巢切除术、盆腔/主动脉旁淋巴切除术或网膜切除术。此类肿瘤有很强攻击性，并很快能够扩散到子宫肌层和淋巴系统。因此，即使是癌症早期情况，淋巴切除术和网膜切除术也应当作为手术方式之一。如果癌症已经转移，手术可能会兼顾放射疗法和化学疗法等细胞减压术。
一项研究显示，如果已经做过手术的患者采取放射疗法作为辅助手段，其生存率并不能本质上保证，而采取化学疗法则有帮助，但是研究仍然需要更多数据支持。另一项研究显示，在第I期患者手术结束后，采取铂基化学疗法可以减少复发率；比如在IB期的患者中，采取化疗方式的患者没有出现复发；而没有兼顾化疗方法的患者，有很高的复发率（70%）。

### 曲妥单抗
在最近研究显示，超过60%的子宫乳头状浆液性癌患者体内都过量分泌HER2/neu蛋白，这类特征也在一些乳腺癌患者中存在。一类单克隆抗体曲妥单抗可以用于治疗乳头状浆液性癌的这类病症，它也可以用于同类的癌症中，比如乳腺癌。